# مردان کوچک (مجموعه تلویزیونی ۱۹۹۸)
مردان کوچک (انگلیسی: Little Men) یک مجموعهٔ تلویزیونی کانادایی است که در سال ۱۹۹۸ منتشر شد. فیلم‌برداری فصل اول بین اوت ۱۹۹۸ و ژانویه ۱۹۹۹ انجام شد. فصل دوم از آوریل تا اکتبر ۱۹۹۹ فیلم‌برداری شد.

## گزیدهٔ بازیگران
- میشل برک در نقش جوزفین «جو» بِـر
- اسپنسر راچفورد در نقش نیکلاس «نیک» رایلی
- کوری سویر
- ترور بلوماس
- بریت اروین
- ریچل اسکارستن
- ساندرا کالدول
- رابین دان
- مونرو چمبرز
- داو تیفنباک
- ایمی پرایس-فرانسیس
- دن شامروآ